# Koreanskt drama

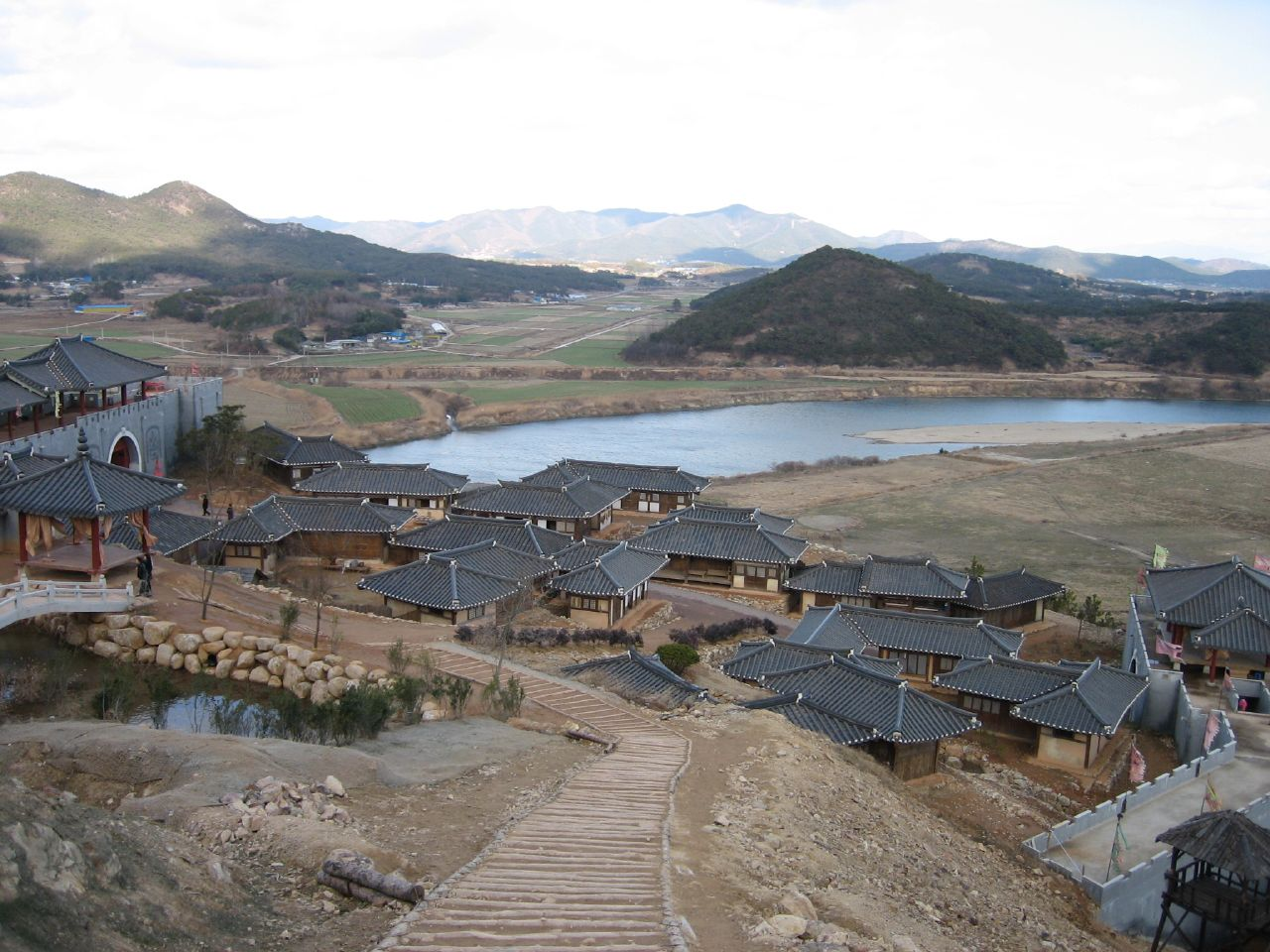
Yongin Daejanggeum Park, en filmplats där historiska dramaserier för Munhwa Broadcasting Corporation produceras.

Koreanskt drama (koreanska: 한국드라마), eller K-drama, är TV-serier på koreanska, gjorda i Sydkorea.
Koreanska draman är populära över hela världen, delvis på grund av spridningen av den sydkoreanska populärkulturen ( koreanska vågen eller Hallyu) och är tillgänglig genom streamingtjänster som erbjuder undertexter på flera språk. De har fått efterföljare över hela världen och influerat draman i andra länder. Några av de mest kända koreanska draman har sänts via traditionella TV-kanaler, till exempel Dae Jang Geum (2003) som såldes till 91 länder.